# Бруклин (фильм)
«Бруклин» (англ. Brooklyn) — драматический фильм режиссёра Джона Кроули, вышедший на экраны в 2015 году. Лента основана на одноимённом романе Колма Тойбина. Премьера состоялась 26 января 2015 года на кинофестивале «Сандэнс». Фильм получил три номинации на премию «Оскар», в том числе за лучший фильм года, а также ряд других наград и номинаций.

## Сюжет
Главная героиня — молодая ирландка Эйлиш Лейси, живущая в небольшом городке Эннискорти со своей сестрой Роуз, работавшей в бухгалтерии, и матерью. Эйлиш не может найти хорошую работу и вынуждена подрабатывать по выходным продавщицей в магазинчике, который держит сварливая мисс Келли. Роуз написала знакомому священнику Фладу, переехавшему в США, с просьбой помочь сестре, и в 1951 году он пригласил Эйлиш переехать в Нью-Йорк. Она садится на корабль, где встречает более опытную путешественницу, помогающую ей советом.
Эйлиш поселяется в Бруклине, снимая комнату у пожилой миссис Киоу вместе с несколькими другими молодыми ирландками. Её берут на работу в дорогой универсальный магазин, но в первые дни мучающая Эйлиш ностальгия приводит к тому, что она отпугивает клиенток своей молчаливостью и мрачным видом; начальница, мисс Фортини, замечает это и ругает её. Письма сестры лишь усиливают её грусть. Священник, устроивший переезд, отправляет Эйлиш на курсы счетоводства, чтобы та развеялась; также она начинает ходить на танцы. Там она встречает итальянца Тони Фьорелло, с которым начинает встречаться. Нью-Йорк становится для неё всё более родным, её отношения с Тони также постепенно развиваются.
Отец Флад сообщает Эйлиш, что Роуз умерла от неизвестной болезни, которой страдала уже давно, никому не рассказывая. После того, как Эйлиш звонит матери через Атлантический океан, она понимает, что та с трудом справляется со свалившимися на неё трудностями, и решает поехать домой на месяц. Тони просит Эйлиш быстро пожениться перед поездкой, не говоря никому.
В Ирландии все как будто сговорились, чтобы уговорить Эйлиш остаться. Её лучшая подруга Нэнси выходит замуж через пять недель после приезда Эйлиш; ей приходится отменить бронь на обратном билете. Работодатель Роуз упрашивает Эйлиш, с блеском окончившую курсы, поработать в бухгалтерии на полставки, а затем предлагает постоянную работу. Вышедшая замуж подруга знакомит её с Джимом, юношей из состоятельной семьи, с которым они гуляют вчетвером. Эйлиш будто бы получила новую жизнь в Ирландии, где у неё есть будущее; одновременно она перестаёт читать письма, которые шлёт ей Тони.
Хозяйка магазина, мисс Келли, срочно требует Эйлиш прийти в магазин, и, отослав продавщицу, победно заявляет, что услышала от знакомой, что Эйлиш вышла замуж. Раздосадованная Эйлиш отмечает, что уже и забыла, каково это — жить в маленьком городке, и уходит. Дома она рассказывает матери о своём замужестве и говорит, что уезжает на причал завтра первым поездом. На палубе она даёт советы молодой ирландке, отправляющейся в США впервые. Фильм заканчивается кадрами счастливой встречи Эйлиш и Тони.

## В ролях
- Сирша Ронан — Эйлиш Лейси
- Эмори Коэн — Тони Фьорелло
- Донал Глисон — Джим Фаррелл
- Джим Бродбент — святой отец Флад
- Джули Уолтерс — миссис Киоу
- Фиона Гласкотт — Роуз Лейси, сестра Эйлиш
- Джейн Бреннан — Мэри Лейси, мать Эйлиш
- Ева Бертистл — Джорджина
- Мэри О’Дрисколл — мисс Макадам
- Эйлин О’Хиггинс — Нэнси
- Эмили Бетт Рикардс — Патти
- Нора-Джейн Нун — Шейла
- Джессика Паре — мисс Фортини
- Майкл Зеген — Маурицио

## Восприятие
Фильм получил крайне высокие оценки мировой кинопрессы: на сайте Rotten Tomatoes его рейтинг составляет 97 % на основе 277 рецензий со средним баллом 8,5 из 10. На сайте Metacritic фильм получил 88 балла из 100 на основе рецензий 45 критиков. Бруклин вошёл в число в топ 10 любимых фильмов критиков.

## Награды и номинации
- 2015 — Премия британского независимого кино за лучшую женскую роль (Сирша Ронан), а также 4 номинации: лучший сценарий (Ник Хорнби), лучшая женская роль второго плана (Джули Уолтерс), лучшая мужская роль второго плана (Донал Глисон), лучший кастинг (Фиона Уир).
- 2016 — три номинации на премию «Оскар»: лучший фильм года (Финола Дуайер, Аманда Поузи), лучший адаптированный сценарий (Ник Хорнби), лучшая женская роль (Сирша Ронан).
- 2016 — номинация на премию «Золотой глобус» за лучшую женскую роль — драма (Сирша Ронан).
- 2016 — премия BAFTA за лучший британский фильм (Джон Кроули, Финола Дуайер, Аманда Поузи, Ник Хорнби), а также 5 номинаций: лучший адаптированный сценарий (Ник Хорнби), лучшая женская роль (Сирша Ронан), лучшая женская роль второго плана (Джули Уолтерс), лучшие костюмы (Одиль Дикс-Миро), лучший грим и причёски (Морна Фергюсон, Лоррейн Глинн).
- 2016 — номинация на премию Гильдии киноактёров США за лучшую женскую роль (Сирша Ронан).
- 2016 — премия «Спутник» за лучшую женскую роль (Сирша Ронан), а также номинация в категории «лучший фильм».
- 2016 — номинация на премию Австралийской киноакадемии за лучшую женскую роль (Сирша Ронан).
- 2016 — 5 номинаций на премию Critics' Choice Movie Awards: лучший фильм, лучший адаптированный сценарий (Ник Хорнби), лучшая женская роль (Сирша Ронан), лучшие костюмы (Одиль Дикс-Миро), лучшая работа художника (Франсуа Сеген, Дженни Оман, Луиза Трембле).
- 2016 — номинация на премию Американского общества специалистов по кастингу за лучший кастинг в драматическом студийном или независимом фильме (Фиона Уир, Люси Робиталь, Джим Карнахан).
- 2016 — номинация на премию Гильдии художников по костюмам за лучшие костюмы в историческом фильме (Одиль Дикс-Миро).
- 2016 — две премии Ирландской киноакадемии за лучшую женскую роль (Сирша Ронан) и лучшую женскую роль второго плана (Джейн Бреннан), а также 5 номинаций: лучший фильм, лучший режиссёр (Джон Кроули), лучшая мужская роль второго плана (Донал Глисон), лучшие визуальные эффекты, лучший грим и причёски.
- 2016 — премия Лондонского кружка кинокритиков в категории «лучшая британская/ирландская актриса года» (Сирша Ронан), а также три номинации: лучший британский/ирландский фильм, лучшая актриса (Сирша Ронан), лучший сценарист (Ник Хорнби).